# Morehead City
Morehead City ist eine Town im Carteret County, North Carolina, USA. Die  Hafenstadt feierte am 5. Mai 2007 den 150. Jahrestag ihrer Gründung. Der United States Census 2020 zählte 9.556 Einwohner.

## Lage
Der Ort liegt bei den Koordinaten 34° 43' 48.66" Nord und 76° 44' 21.24" West auf einer Höhe von 3 Metern über dem Meeresspiegel. Die 27,4 km² große Fläche des Gebietes setzt sich zusammen aus 19,2 km² Land- und 8,2 km² Wasserfläche.

## Einwohner
Bei der Volkszählung 2000 wurde die Bevölkerung mit 7691 Personen festgestellt. Im Jahr 2010 hatte die Stadt 8661 Einwohner.

## Sport
Eines der erfolgreichsten Sportteams ist der Baseballclub Morehead City Marlins.